# Totengebet
Das Totengebet ist eine traditionelle Gebetsform für Verstorbene. Es ist in eigenen Formen im Judentum, im Christentum, im Islam und bei den Bahai bekannt.

## Judentum
Im jüdischen Glauben gilt Kaddisch als das zentrale Totengebet. Das Gebet ist im Wesentlichen eine Lobpreisung Gottes. Obwohl sich mit der Zeit Assoziationen mit Tod und Trauer entwickelt haben, erscheinen diese Begriffe nicht selbst im Gebet. Ein weiteres wichtiges Gebet zum Andenken an Verstorbene ist El male rachamim („Gott voller Barmherzigkeit“). Es gibt dazu verschiedene Versionen, darunter eine zum Andenken an die Opfer der Shoa.

## Christentum

### Römisch-katholische Kirche
Das Totengebet der römisch-katholischen Kirche soll den Verstorbenen Gott anempfehlen. Das Totengebet geht auf das Urchristentum zurück. Traditionell betet man Bußpsalmen, deren wichtigster und bekanntester der Psalm 130, das De profundis, ist. Von großer Bedeutung ist auch die Litanei für die Verstorbenen.
Noch im 20. Jahrhundert kam man an den drei Abenden vor der Beerdigung im Haus des Verstorbenen zusammen und betete kniend im Kreis der Familie, Verwandten und Nachbarn, zumeist den Rosenkranz (Sterberosenkranz). Mit dem Überführen des Leichnams in die Friedhofskapelle wird heute in den Gemeinden das Totengebet oft durch Vorbeter oder Gottesdienstbeauftragte gestaltet, die eine Andacht mit den Gläubigen in der Kirche halten.
Das geläufigste Totengebet der katholischen Kirche ist:
V: O Herr, gib ihm (ihr) und allen Verstorbenen die ewige Ruhe.

A: Und das ewige Licht leuchte ihnen.

V: Lass sie ruhen in Frieden.

A: Amen.
Häufig geht ihm ein Vaterunser und ein Ave Maria voraus. Es dient auch als Abschluss der meisten anderen Totengebete und kann im Verstorbenenrosenkranz an die Stelle des Gloria Patri treten. Auch kommt es im Schlussteil der Beisetzungsfeier vor.
Das Erzbistum Bamberg verlegt ein Heft mit Totengebeten.
Eine Totenvesper, das liturgische Abendgebet mit anlassbezogenen Texten, kann in der Zeit der Trauer zwischen Tod und Beerdigung gebetet oder gesungen werden, ferner am Abend des Begräbnistages, 30 Tage nach dem Begräbnis oder beim Jahrgedächtnis. Bei Priestern, Bischöfen und Ordensleuten gehört sie gewöhnlich zu den Trauergottesdiensten. Das Gotteslob bietet hierfür eine Vorlage an (GL 655 bis 658).

## Bahai
Das Heiligste Buch der Bahai, der Kitab-i-Aqdas, gibt Anweisungen für die Bestattungszeremonie. Das Totengebet ist vor dem Begräbnis zu rezitieren (Art. 150). In der Regel wird es gesungen – entweder im arabischen Original oder in einer Übersetzung der jeweiligen Landessprache. Es ist das einzige Pflichtgebet der Bahai, das kein rein individuelles Gebet ist, sondern in Gemeinschaft gebetet wird. Es besteht aus einem kurzen einleitenden Gebet, in dem Gott darum gebeten wird, die Seele des Verstorbenen anzunehmen und im Jenseits willkommen zu heißen, sowie aus sechs weiteren Versen, die jeweils neunzehnmal wiederholt werden und ein gemeinsames Gebet der gesamten Trauergemeinde darstellen, um der gemeinsamen Beziehung zu Gott zu gedenken und ein friedvolles Abschiednehmen zu erleichtern. Darüber hinaus gibt es weitere Bahai-Gebete für Verstorbene, die jedoch nicht zu den Pflichtgebeten zählen.